# Cataratas de Sitting Bull
Las Cataratas de Sitting Bull (en inglés: Sitting Bull Falls) es una serie de cascadas situadas en un cañón en el suroeste del Bosque nacional de Lincoln de la ciudad de Carlsbad, en Nuevo México, Estados Unidos. El Departamento del Servicio Forestal de Agricultura mantiene un área de recreación popular para el uso diario en donde se localizan las cataratas.
Las caídas son alimentadas por manantiales ubicados encima del cañón. El agua fluye a través de una serie de arroyos y estanques hasta llegar a la cascada donde cae 150 metros en el cañón. La mayor parte del agua se pierde en la grava o grietas en las rocas y vuelve a aparecer ya sea aguas más abajo en el cañón o se une a la oferta de agua subterránea del valle de Pecos.